# Kościół św. Andrzeja Boboli w Wytycznie
Kościół św. Andrzeja Boboli w Wytycznie – kościół parafialny parafii św. Andrzeja Boboli w Wytycznie. 
Po wojnie do Wytyczna przeniesiono z Michałowa kirchę (budynek dawnego kościoła luterańskiego należącego wcześniej do kolonistów niemieckich). Zakup budynku sfinansowali miejscowi parafianie i sami przewieźli go do Wytyczna. Tu został rozbudowany w latach 1947–1949 r., a w 1958 r. do kościoła dobudowano wieżę. 
Drewniana świątynia nawiązuje do stylu zakopiańskiego. Posiada prezbiterium mniejsze od nawy oraz dwie boczne zakrystie. Od frontu znajduje się wieża o ścianach zwężających się ku górze, zwieńczona blaszanym dachem ostrosłupowym.